# Leonardo Marchiori
Leonardo Marchiori (Mirano, 13 juni 1998) is een Italiaans wielrenner.

## Carrière
Als junior behaalde Marchiori onder andere twee toptienplaatsen in de Vredeskoers. Als beloften stond Marchiori op het podium van meerdere Italiaanse amateurkoersen, waaronder de GP Industria e Commercio Artigianato Carnaghese, die hij won. In 2020 sprintte Marchiori, in dienst van de opleidingsploeg van NTT, naar de vierde plaats in de eerste rit in lijn van de Ronde van de Slag om Warschau 1920.
In 2021 werd Marchiori prof bij Androni Giocattoli-Sidermec. In zijn eerste wedstrijd voor de ploeg, de GP Slovenian Istria, werd hij tweede. Zijn eerste overwinning volgde in september van dat jaar: in de vijfde etappe van de Ronde van Bretagne won hij de massasprint, voor Aaron Gate en Milan Fretin.

## Overwinningen
2021
5e etappe Ronde van Bretagne.

## Ploegen
- 2020 –  NTT Continental Cycling Team
- 2021 –  Androni Giocattoli-Sidermec
- 2022 –  Drone Hopper-Androni Giocattoli
- 2023 –  Work Service-Vitalcare-Dynatek (vanaf 3-3)

Alba · Bais · Benedetti · Bisolti · Cepeda (tot 31/7) · Chirico · Grosu · Holther · Marchiori · Marengo · Merchan · Muñoz · Piccolo (vanaf 24/6 tot 31/7) · Ponomar · Ravanelli · Restrepo · Rojas · Sepúlveda · Tagliani · Tesfatsion · Umba · Vigo · Zardini · Zurita